# Trifești (Neamț)
Trifești is een Roemeense gemeente in het district Neamț.
Trifești telt 5235 inwoners.